# 바궁산구
바궁산구(한국어: 팔공산구, 중국어: 八公山区, 병음: Bāgōngshān Qū)는 중화인민공화국 안후이성 화이난 시의 현급 행정구역이다. 넓이는 93km2이고, 인구는 2007년 기준으로 170,000명이다.

## 행정 구역
3개 가도, 2개 진을 관할한다.
- 가도변사소: 土坝孜街道, 新庄孜街道, 毕家岗街道.
- 진: 八公山镇, 山王镇.